# Rigor Mortis (musikgrupp)
Rigor Mortis var ett amerikanskt thrash/speed metal-band, grundat 1983. Låttexterna handlar bland annat om döden och mord. Bandet fick skivkontrakt hos Capitol Records 1987. Debutalbumet Rigor Mortis från 1988 producerades av Dave Ogilvie.

## Medlemmar
- Bruce Corbitt (1962–2019)
- Doyle Bright (född 1961)
- Mike Scaccia (1965–2012)
- Mike Taylor
- Casey Orr (född 1965)
- Harden Harrison

Tidslinje

## Diskografi
Studioalbum
- 1988 – Rigor Mortis
- 1991 – Rigor Mortis vs. the Earth
- 2014 – Slaves to the Grave

EP
- 1989 – Freaks

Singlar
- 1988 – "Re-Animator" / "Bodily Dismemberment"
- 1988 – "Demons"